# كاخار
بلدية كاخار (بالإسبانية: Cájar) هي بلدية تقع في مقاطعة غرناطة التابعة لمنطقة أندلوسيا جنوب إسبانيا.

## الديموغرافيا
بلغ عدد سكان بلدية كاخار 4.714 نسمة عام 2011 (وفقاً للمعهد الوطني الإسباني للإحصاء).
| 2.768 | 3.243 | 3.336 | 4.051 | 4.318 | 4.596 | 4.714 |